# Ophrys stefaniae
Ophrys stefaniae là một loài thực vật có hoa trong họ Lan. Loài này được G.Kretzschmar & H.Kretzschmar mô tả khoa học đầu tiên năm 1998.